# Lotus Organizer
Der Lotus Organizer ist eine Personal Information Management (PIM)-Software der Lotus Development Corporation (heute ein Unternehmen von IBM).
Er bietet einen ähnlichen Funktionsumfang wie Microsoft Outlook, enthält aber keine eigene E-Mail-Funktion. Externe E-Mail-Programme wie Outlook Express oder Mozilla Thunderbird können aber problemlos eingebunden werden.
IBM hat den Verkauf des Programms als Bestandteil des Office Pakets Lotus Smartsuite bzw. in der Version 6.0 oder 6.1 als Standalone-Produkt zum 11. Juni 2013 eingestellt. 

## Dateiformat
Eine .OR6 (bzw. .OR5)-Datei enthält sämtliche Daten in verschiedenen Registern:
Kalender = Termineinträge,
Planer = Ganztags-Ereignisse,
Kontakte = Adressen,
Aktivitäten = Aufgaben,
Jahrestage = Geburtstage oder Jubiläen (bei Eingabe unter Kontakten automatisch hier angezeigt),
Notizblock = Textseiten,
Web = Internetlinks,
Anrufe = Telefonanrufe protokollieren.
Durch die Ähnlichkeit mit einem Terminkalender aus Papier ist der Lernaufwand sehr gering. Wer die Eintragungen mit einem tragbaren Organizer oder sogar einem Handy abgleicht (synchronisiert), kann auch unterwegs auf alle Eingaben zugreifen, sich rechtzeitig zu Terminen wecken lassen und auch ohne Papier-Kalender keinen Termin verpassen.
Die Daten können von Adressdateien aller Art importiert werden. Wichtig ist, dass beim Import die Datenfelder korrekt zugeordnet werden. Beim Import aus Microsoft Outlook kommt es nur selten zu, meist kleinen, Problemen: Während im Lotus Organizer die 136 Datenfelder für Kontakte durch Outlook fast identisch übernommen wurden, hat Outlook statt Startzeit und Dauer im Kalender aber Startdatum/-zeit und Enddatum/-zeit. Für diese Probleme gibt es aber Lösungen. Am einfachsten ist ein Konvertierungsprogramm, das Outlook komplett in eine Lotus Organizerdatei umwandelt.
Ein wesentlicher Vorteil des Lotus Organizer ist die Netzwerkfähigkeit mit aufgenommenen gemeinsam genutzten Registern. Ohne teure Exchange Server kann bei richtiger Installation des Lotus Organizers im Netzwerk eine von einem Anwender eingegebene Information allen anderen Anwendern im Netz automatisch in ihrem eigenen Organizer angezeigt werden. Aus diesem Grund und wegen seiner übersichtlich gestalteten Benutzeroberfläche, die durch die Ähnlichkeit mit einem Taschenkalender eine intuitive Handhabung ohne lange Einarbeitung gewährleistet, ist der Lotus Organizer bei kleineren bis mittleren Unternehmen und bei Privatanwendern beliebter als Outlook oder Lotus Notes. Obwohl er von IBM offenbar nicht mehr beworben und wesentlich weiterentwickelt wird, kann der Lotus Organizer 6.1 unter allen 32- und 64-Bit Windows-Betriebssystemen, seit Windows 95 und einschließlich Windows 10, problemlos verwendet werden.
Mit 30. September 2014 wurde von IBM der Support von Lotus Organizer beendet.

## Versionen
| Version     | Dateiformat | Jahr             | Bemerkung                                |
| ----------- | ----------- | ---------------- | ---------------------------------------- |
| 1.0         | .ORG        | August 1992      |                                          |
| 1.0a        | .ORG        | Dezember 1992    |                                          |
| 1.1         | .ORG        | 1993             |                                          |
| 1.12        | .ORG        | Januar 1994      |                                          |
| 1.13        | .ORG        | Dezember 1994    | SmartSuite 3.0                           |
| 2.0         | .OR2        | 6. Dezember 1994 |                                          |
| 2.1         | .OR2        | 25. Juli 1995    | SmartSuite 4.0                           |
| 2.11        | .OR2        | 1996             |                                          |
| 97 (3.1)    | .OR3        | Juni 1996        | SmartSuite 97                            |
| 97 GS (4.0) | .OR4        | 1997             |                                          |
| 4.1         | .OR4        | 1998             | SmartSuite 98 / SmartSuite für OS/2 Warp |
| 5           | .OR5        | 1999             | SmartSuite Millennium Edition 9.5-9.8.x  |
| 6.0         | .OR6        | 1999             |                                          |
| 6.1         | .OR6        | 2003             |                                          |